# Кадашман-Гарбе II
Кадашман-Гарбе II (д/н — бл. 1223 до н. е.) — цар Вавилону близько 1224—1223 до н. е. Був васалом Ассирії. Ім'я перекладається як «Він вірить в Харбе».

## Життєпис
Походив з Каситської (III Вавилонської) династії. Про батьків нічого невідомо. Правив за різними відомостями від декількох місяців до 1,5 року. Ймовірно в цей час тривала боротьба із вторгненням еламського царя Кідін-Хутрани III. Замінений ассирійським царем на Адад-шум-іддіна.